# Proceso de 1,5 µm
El proceso de 1,5 µm se refiere a una tecnología de proceso de semiconductores producida en el año 1982 por las principales empresas de semiconductores como Intel e IBM.

## Productos fabricados con la tecnología de proceso de 1,5 µm
- Intel 80286 CPU comercializado en 1982.